# 2003 في باراغواي
فيما يلي قوائم الأحداث التي وقعت خلال عام 2003 في باراغواي.

## سياسة

### تعيين في المنصب
- 15 أغسطس – نيكادور دوارتي فروتوس رؤساء باراغواي،senator of Paraguay ‏.

### انتهاء فترة المنصب
- 15 أغسطس – لويس أنجيل غونزاليس ماكي رؤساء باراغواي.

## رياضة
- 1 يناير – الدوري الباراغواياني لكرة القدم 2003 الفائز نادي ليبرتاد.

## وفيات

### أغسطس
- 21 أغسطس – ألبرتو غونزاليز غونزاليتو (مواليد 1922) لاعب كرة قدم باراغواياني.

### سبتمبر
- 20 سبتمبر – لورينزو كالونغا (مواليد 1929) لاعب كرة قدم باراغواياني.